# Wasserkraftwerk Pleidelsheim

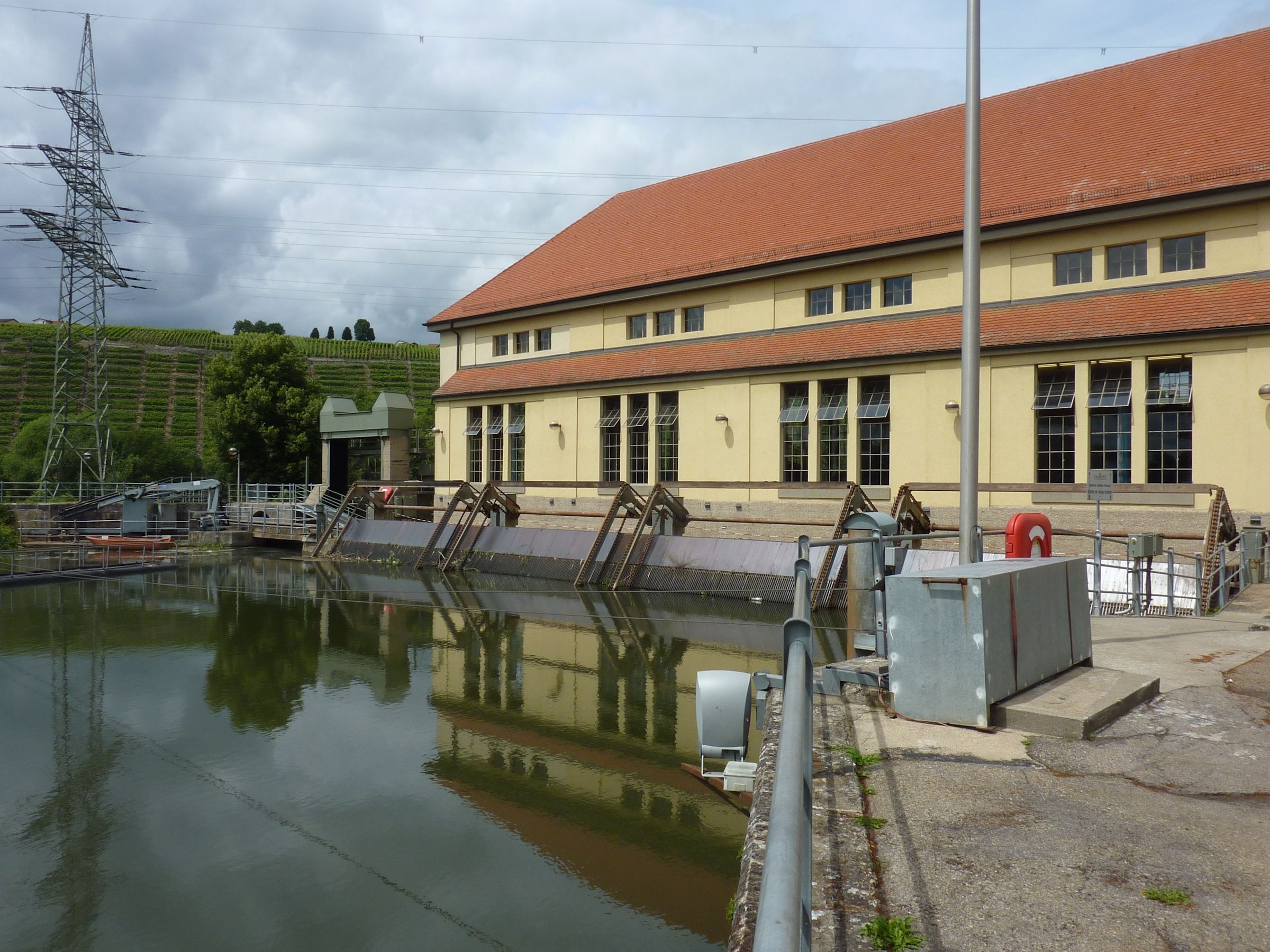
Wasserkraftwerk Pleidelsheim: Krafthaus und Rechen

Das Wasserkraftwerk Pleidelsheim ist ein Laufwasserkraftwerk in Pleidelsheim am Neckar. Es wurde 1915 eingeweiht und war seinerzeit das größte Kraftwerk im Königreich Württemberg. Das Krafthaus der Anlage steht unter Denkmalschutz.
Das Kraftwerk wird von der Süwag AG betrieben, die 2001 über den Zwischenschritt Kraftwerk Altwürttemberg AG (KAWAG) aus der 1909 gegründeten Elektrizitätswerk Beihingen-Pleidelsheim AG hervorgegangen ist. Das Kraftwerk hat eine installierte Leistung von 4.400 kW.

## Vorgeschichte
1891 meldete Stuttgart beim Oberamt Ludwigsburg den Wunsch an, zwischen Neckargröningen und Beihingen mehrere Wasserkraftanlagen zu errichten, die die Stadt Stuttgart mit Strom versorgen sollten. Zu diesem Zweck hatte die Stadt bereits drei Neckarmühlen und die damit verbundenen Wasserrechte sowie das Triebwerk in Poppenweiler angekauft. 1892 wurde der Antrag jedoch zurückgezogen: Der Bau der Dampfkraftzentrale in Stuttgart im Jahr 1894 und der Ausbau des Wasserkraftwerks in Marbach am Neckar reichten zunächst aus, um den Elektrizitätsbedarf der Hauptstadt zu decken und das Projekt des Wasserkraftwerks drohte durch ministerielle Auflagen zu teuer zu werden.
1904 fragte der Benninger Schultheiß Ernst Zanker in Stuttgart an, ob eine Wasserkraftanlage errichtet werden könne, doch wieder wurden die Pläne auf Eis gelegt. Zanker forderte daraufhin ein Konsortium unter der Leitung des Stuttgarter Bankhauses Schwarz auf, sich um das Wassernutzungsrecht auf der Benninger Markung zu bewerben.
Der Stuttgarter Bankier Karl Ludwig Albert Schwarz ging auf diesen Vorschlag tatsächlich ein. Er bewarb sich gemeinsam mit Felten & Guilleaume-Lahmeyer aus Frankfurt am Main um die Konzession, versicherte sich der Unterstützung des Oberamtsvorstandes Dr. Martin Bertsch und erreichte es, dass am 21. Juli 1906 die Amtskörperschaft Ludwigsburg in den Besitz einer Erlaubnis kam, ein Elektrizitätswerk zu gründen, an dessen Finanzierung das Bankhaus Schwarz mit einem erheblichen Kapitalbetrag beteiligt sein sollte. Die vorgelegten Pläne wurden allerdings nicht genehmigt: Sie sahen den Bau eines Kraftwerks am linken Neckarufer vor, was den Plänen zum Ausbau des Neckars für die Großschifffahrt zuwiderlief. Daraufhin plante Schwarz mit der Elektrizitätswerks-Aktiengesellschaft Guilleaume-Lahmeyer-Werke ein Kraftwerk am rechten Ufer, wie es die Stuttgarter Konkurrenz ebenfalls schon getan hatte.
Stuttgart versuchte sich nun durch den Ankauf der Kleiningersheimer Mühle samt Rechten einen Vorteil im Kampf um die Genehmigung zu sichern. Hätte die Stadt das Kraftwerk an dieser Stelle errichten dürfen, so wäre ein Gesamtgefälle von 7,92 Metern erreicht worden und die Pläne zur Kanalisierung des Neckars wären ebenfalls unterstützt worden. Dennoch trug Schwarz den Sieg davon: Am 6. Dezember 1909 erhielt er die Konzession, den Neckar oberhalb Beihingens aufzustauen und das Gefälle zwischen Flusskilometer 162,5 und 152,9 auszunutzen. Stuttgart wurde mit 35 Prozent an diesem Unternehmen beteiligt, Schwarz mit 65 Prozent. Wichtig für die umliegenden Gemeinden war der Passus, dass die Wasserkraftnutzung „in erster Linie und für alle Zeiten“ Ludwigsburg und Umgebung zugutekommen sollte – nicht nur der Hauptstadt. Auch musste der Sitz der Gesellschaft in Ludwigsburg sein. Am 22. März 1910 wurde die bereits 1909 gegründete Aktiengesellschaft Elektrizitätswerk Beihingen-Pleidelsheim ins Handelsregister eingetragen. Die Vorstände waren Direktor Karl Becker aus Frankfurt, Konsul Albert Schwarz aus Stuttgart und später auch noch Direktor Bernhard Monath aus Ludwigsburg. Aufsichtsratsvorsitzender wurde Professor Bernhard Salomon von der Lahmeyer-Gruppe, sein Stellvertreter wurde Martin Bertsch.
Bereits vor Baubeginn wurden mit zahlreichen Gemeinden Konzessionsverträge abgeschlossen. Auch zunächst unrentabel erscheinende Anschlüsse wurden verlegt, da man davon ausging, dass die Kunden schnell weitere elektrische Geräte anschaffen würden, wenn sie nur überhaupt erst einmal von der Stromversorgung profitieren konnten.
Man glaubte zunächst, im Frühjahr 1911 mit dem Bau des Kraftwerks beginnen zu können. Doch nachdem das Dynamowerk in Frankfurt von der Felten & Guilleaume Lahmeyer-Werke AG an die Elektrizitäts-Aktien-Gesellschaft übergegangen war, musste erst der Bauvertrag auf diesen neuen Eigentümer übertragen werden. Außerdem ergaben sich Personalwechsel in Stuttgart, so dass bis Januar 1911 nur eine Betriebsdirektion in Ludwigsburg eingerichtet werden konnte.
Da die Konzession an einen Baubeginn innerhalb von vier Jahren nach der Erteilung gebunden war, schrieben die Bürgermeister der umliegenden Gemeinden, die von dem Wasserkraftwerk profitieren sollten, am 11. April 1912 einen Brief an die Königliche Regierung des Neckarkreises in Ludwigsburg und beklagten sich, dass der Baubeginn immer weiter hinausgeschoben wurde. Die Regierung möge die Verantwortlichen zur Eile mahnen. Nicht einmal die wasserpolizeiliche Genehmigung sei bis zu diesem Zeitpunkt eingeholt worden. Doch erst am 27. November 1912 beschloss die Generalversammlung einstimmig, die Wasserkraftanlage nun wirklich zu bauen.

## Bau des Kraftwerks

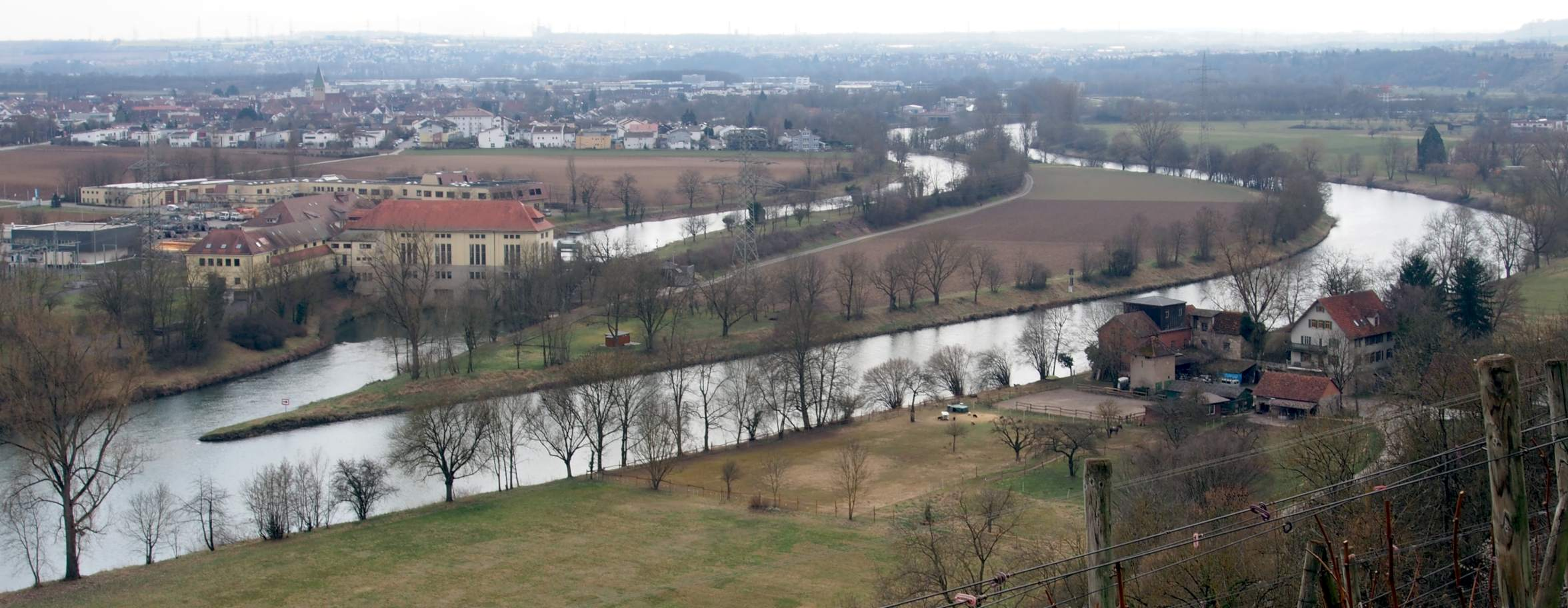
Die Kraftwerksanlagen an der Kanalmündung

Am 2. April 1913 lag die Endfassung der Konzessionsurkunde vor, ebenso die Genehmigung zum Bau der erforderlichen Anlagen. Zu diesem Zeitpunkt war das Berliner Büro Havestadt und Contag bereits mit der Ausarbeitung sämtlicher Pläne und Berechnungen beauftragt. Pleidelsheim sollte 45 Prozent der anfallenden Gewerbesteuer erhalten, Beihingen 35 und Benningen 30. Außerdem sollten diese Gemeinden ihre Straßen und öffentlichen Gebäude kostenlos beleuchten dürfen und auch Strom für je ein Wasserpumpwerk gratis erhalten, dies allerdings nicht in beliebiger Menge.
Eine beschränkte Ausschreibung bezüglich des Bauauftrags an acht Unternehmen fand statt; daraus ging die Firma Edwards und Hummel/Alfred Kurz aus München als Sieger hervor. Diese begann schon vor dem offiziellen Vertragsabschluss mit der Einrichtung der Baustelle. Im Mai 1913 wurde mit den Aushubarbeiten begonnen. Oberhalb von Beihingen musste das Wehr errichtet werden, ferner war der Kanaleinlass zu gestalten, ein vier Kilometer langer Oberkanal einzurichten, die Riedbachunterführung, in Pleidelsheim musste ein Maschinenhaus gebaut werden, wo auch eine Kahnschleuse entstehen sollte, außerdem eine Fischtreppe und der 125 Meter lange Unterkanal. Daneben brauchte man noch zwei Straßen- und zwei Feldwegbrücken. All diese Arbeiten wurden zeitgleich angegangen. Genutzt wurden Eimerkettenbagger und Dampflöffelbagger, daneben aber auch Sprengstoff. Mehrere hundert Arbeiter waren, zeitweise auch nachts, auf den Baustellen beschäftigt. Sie kamen zum Teil mit der Baufirma aus Bayern, aber auch aus Österreich, der Schweiz und Italien. Beim offiziellen Baubeginn 1913 waren bereits 300 Arbeiter auf der Baustelle beschäftigt, später waren es bis zu 700. Der Kriegsausbruch sorgte für einen starken Rückgang dieser Zahlen. Die durch die Mobilisierung abgezogenen Arbeiter waren aber offenbar relativ schnell durch angelernte Arbeitskräfte unter anderem aus Gemmrigheim und wiederum aus Bayern zu ersetzen; außerdem war ein Großteil der Arbeiten beim Ausbruch des Ersten Weltkrieges auch schon geleistet.
Ein Polier erhielt als Arbeitslohn 90 Pfennig pro Stunde, ein tüchtiger Maurer oder Zementeur 80, ein Hilfsarbeiter 58. Die Überstundenzuschläge betrugen 25 Prozent am Tag und 50 Prozent in der Nacht sowie an Sonn- und Feiertagen.
Aushub, Kies und Sand wurden auf einem 22 Kilometer langen Gleissystem mit zwölf Lokomotiven und 150 Wagen transportiert. Dies veranlasste einen Kommentator im Postillon, dem Marbacher Amts- und Anzeigenblatt, am 23. Juli 1913 zu dem Hinweis, hier hätte der Landtag lernen können, wie man rasch und billig eine Bahn erstellen könne, die zudem nicht ständig von Verspätungen betroffen sei, wie sie bei der Württembergischen Staatsbahn gang und gäbe seien.
Als der Erste Weltkrieg ausbrach, waren Kanalbett und Kanaleinlass, Schütze und Windwerke am Wehr und die Rohbauten des Wehrmeistergehöfts und des Maschinenhauses bereits fertig. Im Oktober 1914 waren die Turbinen montiert und die Generatoren installiert. Ab Weihnachten 1914 wurde im Probebetrieb der erste Strom erzeugt, im April 1915 nahm man die Stromerzeugung im vollen Umfang auf.

## Einweihung
Die Einweihung des Kraftwerks wurde am 9. Februar 1915 gefeiert, kriegsbedingt in damals als eher schlicht empfundener Form. König Wilhelm II. von Württemberg reiste, begleitet von seinem General- und seinem Flügeladjutanten, in einem Mercedes an. Zunächst wurde das Beihinger Stauwehr besichtigt, wo Bernhard Salomon in einem eigens errichteten Zelt eine Rede hielt. Anschließend fuhren Wilhelm II. und 30 weitere Festteilnehmer unter dem Jubel der Bevölkerung auf einer von einem Dampfschiff gezogenen geschmückten Barke nach Pleidelsheim. Am Turbinenhaus wurde der König von Klärchen Monath mit einem Blumenstrauß und einem Gedicht empfangen. Danach besichtigte Wilhelm das Kraftwerk und trug sich in ein dort ausliegendes Goldenes Buch ein, ehe im Gasthaus Hirsch in Großingersheim die Feier ausklang.

## Betrieb, Änderungen und Sanierungen des Wasserkraftwerks Pleidelsheim

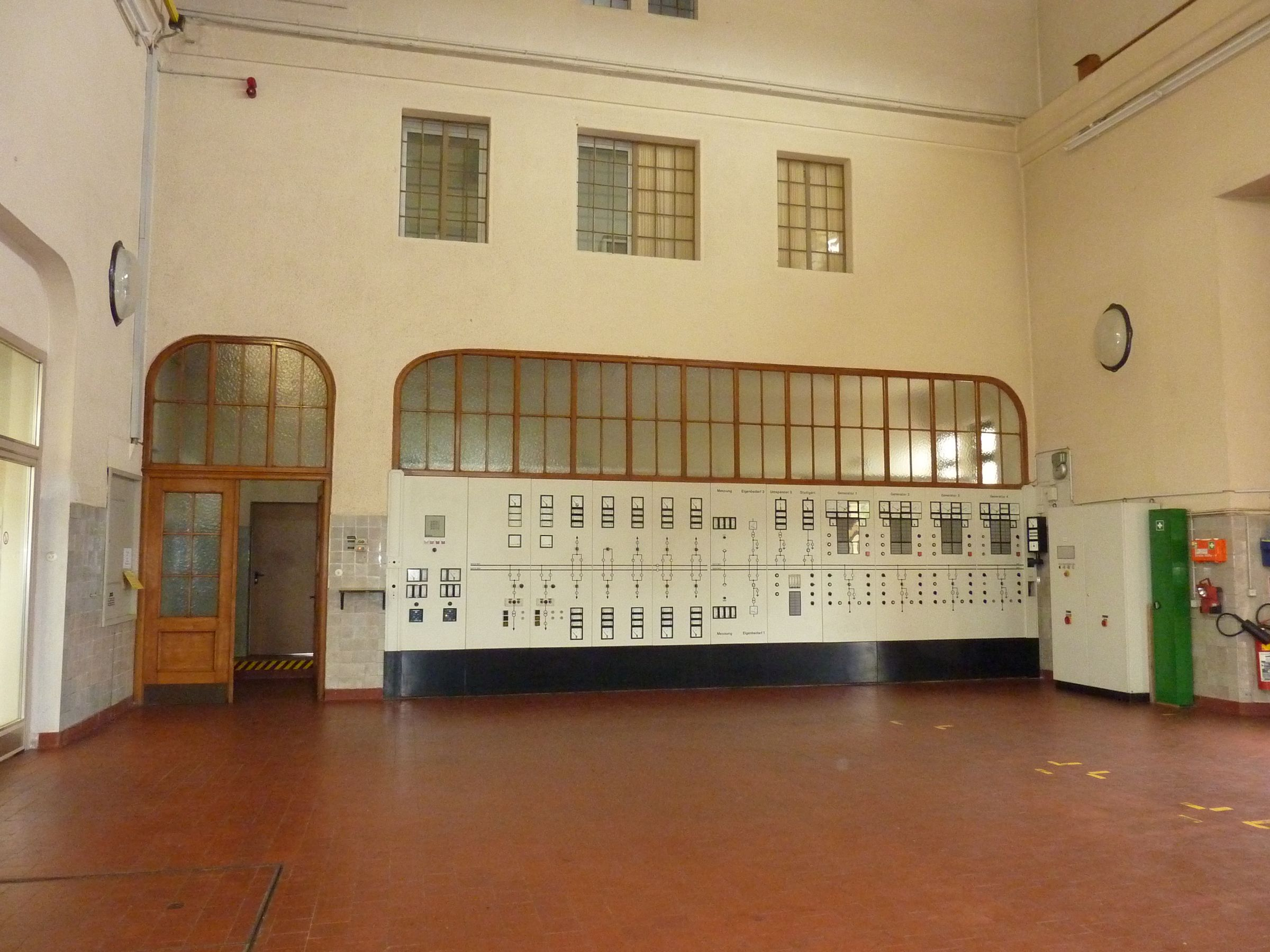
Im Krafthaus

Am Stauwehr Beihingen des Kraftwerks wird ein Stau von 3,96 Metern über Mittelwasser erzielt. Der parallel zum natürlichen Flusslauf des Neckars verlaufende Neckarkanal Pleidelsheim erzielt eine Fallhöhe von fast acht Metern, die am Krafthaus genutzt wird, wo das Wasser senkrecht in den Unterlauf fällt. Die Stufenhöhe der Schleuse Pleidelsheim entspricht dem durch das Kraftwerk vorgegebenen Gefälle.

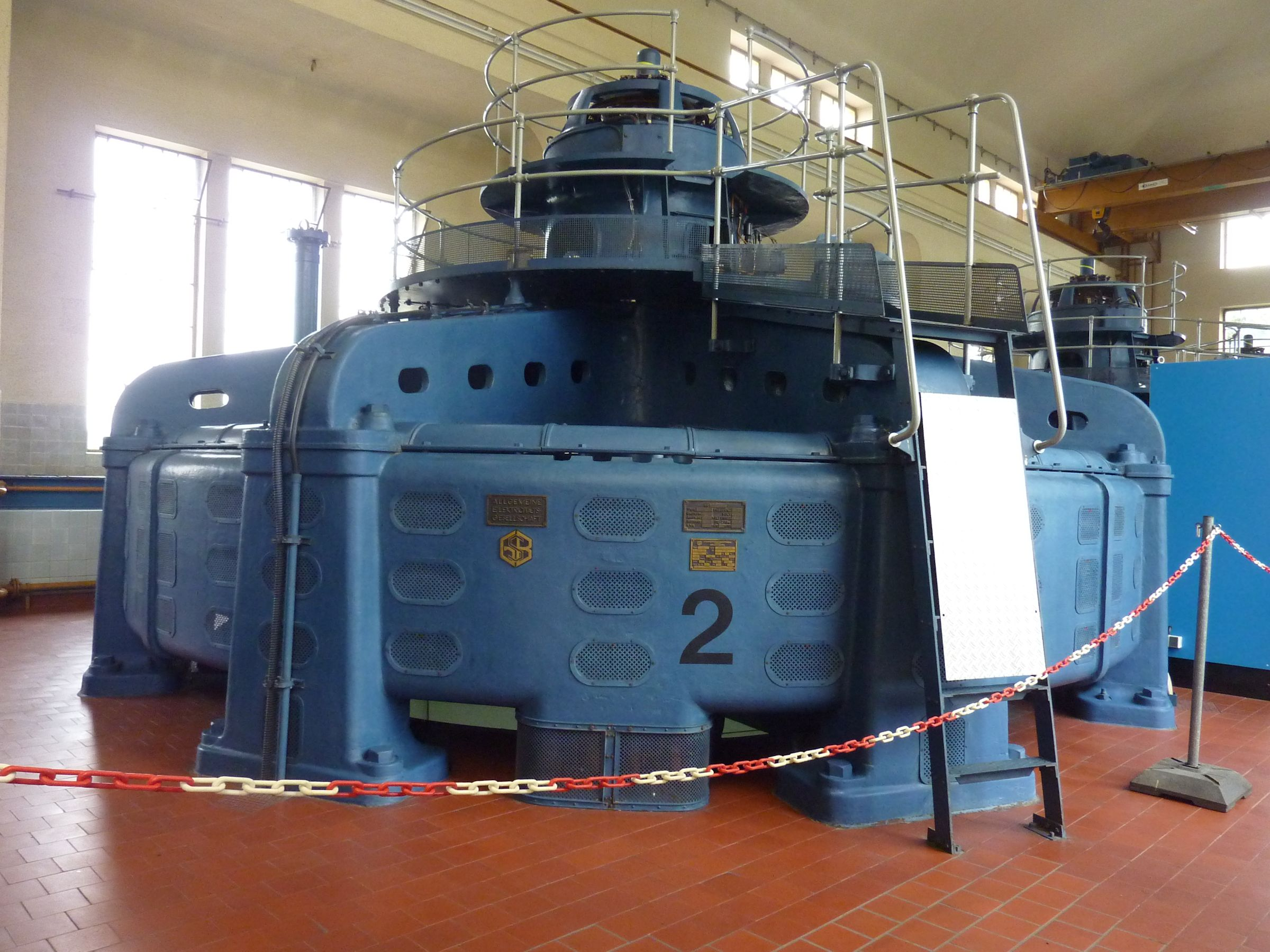
Turbine im Krafthaus

Das Kraftwerk verfügt über vier Überdruckturbinen, es handelte sich dabei zunächst um vertikalachsige Francisschachtturbinen. 1937 wurden zwei der Francisturbinen durch leistungsfähigere Aggregate ersetzt. 1976 wurde eine automatische Rechenreinigungsanlage statt des alten Grobfilters errichtet. 1984/85 wurden neue Turbinen und Spulen im Kraftwerk eingebaut. Dadurch wurde ein höherer Wasserdurchsatz ermöglicht.
Aus Strömungsenergie wird in den Turbinen Rotationsenergie, die wiederum in elektrische Energie umgewandelt wird. Die Turbinen sind durch eine Stahlwelle mit einem Generator im 47,5 Meter langen und 10,5 Meter breiten Maschinensaal verbunden; die Umdrehungszahl wird bei 83,33 pro Minute gehalten.
Während in den Anfangsjahren durchschnittlich etwa 20 Millionen Kilowattstunden pro Jahr produziert werden konnten, wurde 1989 mit 32 Millionen Kilowattstunden die bislang größte Jahresproduktion erreicht.
Seit dem Bau der Bundeswasserstraße in den 1950er Jahren hat die Schifffahrt auf dem Neckar Priorität vor der Stromerzeugung. Da ein bestimmter Wasserpegel für die Bundesschifffahrt erhalten bleiben muss, geht die Leistung des Kraftwerks in heißen, trockenen Zeiten zurück.

## Abgehende Leitungen
Das Kraftwerk ist über eine vierkreisige 110 kV-Stichleitung mit der 110 kV-Leitung Hoheneck-Heilbronn verbunden. Des Weiteren gehen von der Schaltanlage zwei zweikreisige Mittelspannungsleitungen nach Murr ab. Bis 2008 war das Kraftwerk auch der Ausgangspunkt einer zweikreisigen 110 kV-Leitung nach Backnang.